# Fiscal General de l'Estat
El Fiscal General de l'Estat és l'òrgan unipersonal més important dins la jerarquia del Ministeri fiscal espanyol. Des del 2 d'agost de 2022, la titularitat de la Fiscalia General la ostenta el fiscal Álvaro García Ortiz, qui en prengué possessió el 5 de setembre, substituint Dolores Delgado, que n'havia dimitit el mes de juliol al·legant motius de salut.

## Funcions
El fiscal general de l'Estat dirigeix el Ministeri fiscal espanyol, integrada per la Inspecció Fiscal, la Secretaria Tècnica, la Unitat de Suport, i pels fiscals de sala que es determinin a la plantilla. Correspon al fiscal general de l'Estat, a més de les facultats reconegudes en altres preceptes de la llei 50/1981, proposar al Govern espanyol els ascensos i nomenaments per als diferents càrrecs, amb l'informe previ del Consell Fiscal, escoltat el fiscal superior de la comunitat autònoma respectiva, quan es tracti de càrrecs a les fiscalies del seu àmbit territorial.

## Elecció i nomenament
És el cap del Ministeri Fiscal, nomenat pel Rei a proposta del govern espanyol després de sentir l'opinió del Consell general del poder judicial.

### Requisits
Caldrà que sigui triat entre juristes prestigiosos amb més de quinze anys d'exercici professional, sense que necessàriament hagi de ser integrant de la carrera judicial o fiscal.

## Titulars
|  | Unió de Centre Democràtic            |
|  | Partit Socialista Obrer Espanyol     |
|  | Partit Popular                       |
|  | Fiscals Generals de l'Estat interins |

| #  | Govern                  | Govern                                                | Govern                                                           | Nom                                                               | Nom                       | Inici mandat           | Fi mandat              |
| -- | ----------------------- | ----------------------------------------------------- | ---------------------------------------------------------------- | ----------------------------------------------------------------- | ------------------------- | ---------------------- | ---------------------- |
| 1  | Joan Carles I d'Espanya |                                                       | Adolfo Suárez                                                    |                                                                   | Juan Manuel Fanjul Sedeño | 13 de gener de 1978    | 14 de novembre de 1978 |
| 2  | Joan Carles I d'Espanya |                                                       | Adolfo Suárez                                                    | José María Gil-Albert                                             | 14 de novembre de 1978    | 15 de desembre de 1982 |                        |
| 2  | Joan Carles I d'Espanya | Leopoldo Calvo-Sotelo                                 |                                                                  | José María Gil-Albert                                             | 14 de novembre de 1978    | 15 de desembre de 1982 |                        |
| 3  | Joan Carles I d'Espanya |                                                       | Felipe González                                                  |                                                                   | Luis Antonio Burón Barba  | 16 de desembre de 1982 | 19 de setembre de 1986 |
| 4  | Joan Carles I d'Espanya |                                                       | Felipe González                                                  | Javier Moscoso del Prado                                          | 19 de setembre de 1986    | 26 de gener de 1990    |                        |
| 5  | Joan Carles I d'Espanya |                                                       | Felipe González                                                  | Leopoldo Torres Boursault                                         | 26 de gener de 1990       | 10 d'abril de 1992     |                        |
| 6  | Joan Carles I d'Espanya |                                                       | Felipe González                                                  | Eligio Hernández Gutiérrez                                        | 10 d'abril de 1992        | 27 de maig de 1994     |                        |
| 7  | Joan Carles I d'Espanya |                                                       | Felipe González                                                  | Carlos Granados Pérez                                             | 3 de juny de 1994         | 6 de setembre de 1996  |                        |
| 8  | Joan Carles I d'Espanya |                                                       | Jose María Aznar                                                 |                                                                   | Juan Ortiz Úrculo         | 6 de setembre de 1996  | 16 de maig de 1997     |
| 9  | Joan Carles I d'Espanya |                                                       | Jose María Aznar                                                 | Jesús Cardenal Fernández                                          | 16 de maig de 1997        | 23 d'abril de 2004     |                        |
| 10 | Joan Carles I d'Espanya |                                                       | José Luis Rodríguez Zapatero                                     |                                                                   | Cándido Conde-Pumpido     | 23 d'abril de 2004     | 16 de desembre de 2011 |
| -  | Joan Carles I d'Espanya |                                                       | José Luis Rodríguez Zapatero                                     | Juan José Martín-Casallo López (Fiscal General de l'Estat interí) | 16 de desembre de 2011    | 30 de gener de 2012    |                        |
| 11 | Joan Carles I d'Espanya |                                                       | Mariano Rajoy                                                    |                                                                   | Eduardo Torres-Dulce      | 30 de gener de 2012    | 19 de desembre de 2014 |
| 11 | Felip VI d'Espanya      |                                                       | Mariano Rajoy                                                    |                                                                   | Eduardo Torres-Dulce      | 30 de gener de 2012    | 19 de desembre de 2014 |
| -  |                         | Luis Navajas Ramos (Fiscal General de l'Estat interí) | Mariano Rajoy                                                    | 19 de desembre de 2014                                            | 10 de gener de 2015       |                        |                        |
| 12 |                         | Consuelo Madrigal Martínez-Pereda                     | Mariano Rajoy                                                    | 10 de gener de 2015                                               | 5 de novembre de 2016     |                        |                        |
| -  |                         | Luis Navajas Ramos (Fiscal General de l'Estat interí) | Mariano Rajoy                                                    | 4 de novembre de 2016                                             | 25 de novembre de 2016    |                        |                        |
| 13 |                         | José Manuel Maza Martín                               | Mariano Rajoy                                                    | 25 de novembre de 2016                                            | 18 de novembre de 2017    |                        |                        |
| -  |                         | Luis Navajas Ramos (Fiscal General de l'Estat interí) | Mariano Rajoy                                                    | 18 de novembre de 2017                                            | 11 de desembre de 2017    |                        |                        |
| 14 |                         | Julián Sánchez Melgar                                 | Mariano Rajoy                                                    | 11 de desembre de 2017                                            | 21 de juny de 2018        |                        |                        |
| -  |                         | Pedro Sánchez                                         |                                                                  | Luis Navajas Ramos (Fiscal General de l'Estat interí)             | 21 de juny de 2018        | 28 de juny de 2018     |                        |
| 15 |                         | Pedro Sánchez                                         | María José Segarra Crespo                                        | 28 de juny de 2018                                                | 14 de gener de 2020       |                        |                        |
| -  |                         | Pedro Sánchez                                         | Luis Navajas Ramos (Fiscal General de l'Estat interí)            | 14 de gener de 2020                                               | 25 de febrer de 2020      |                        |                        |
| 16 |                         | Pedro Sánchez                                         | Dolores Delgado García                                           | 25 de febrer de 2020                                              | 19 de juliol de 2022      |                        |                        |
| -  |                         | Pedro Sánchez                                         | María Ángeles Sánchez Conde (Fiscal General de l'Estat interina) | 19 de juliol de 2022                                              | 1 d'agost de 2022         |                        |                        |
| 17 |                         | Pedro Sánchez                                         | Álvaro García Ortiz                                              | 1 d'agost de 2022                                                 | En el càrrec              |                        |                        |